# Viktorshöhe (Bad Godesberg)

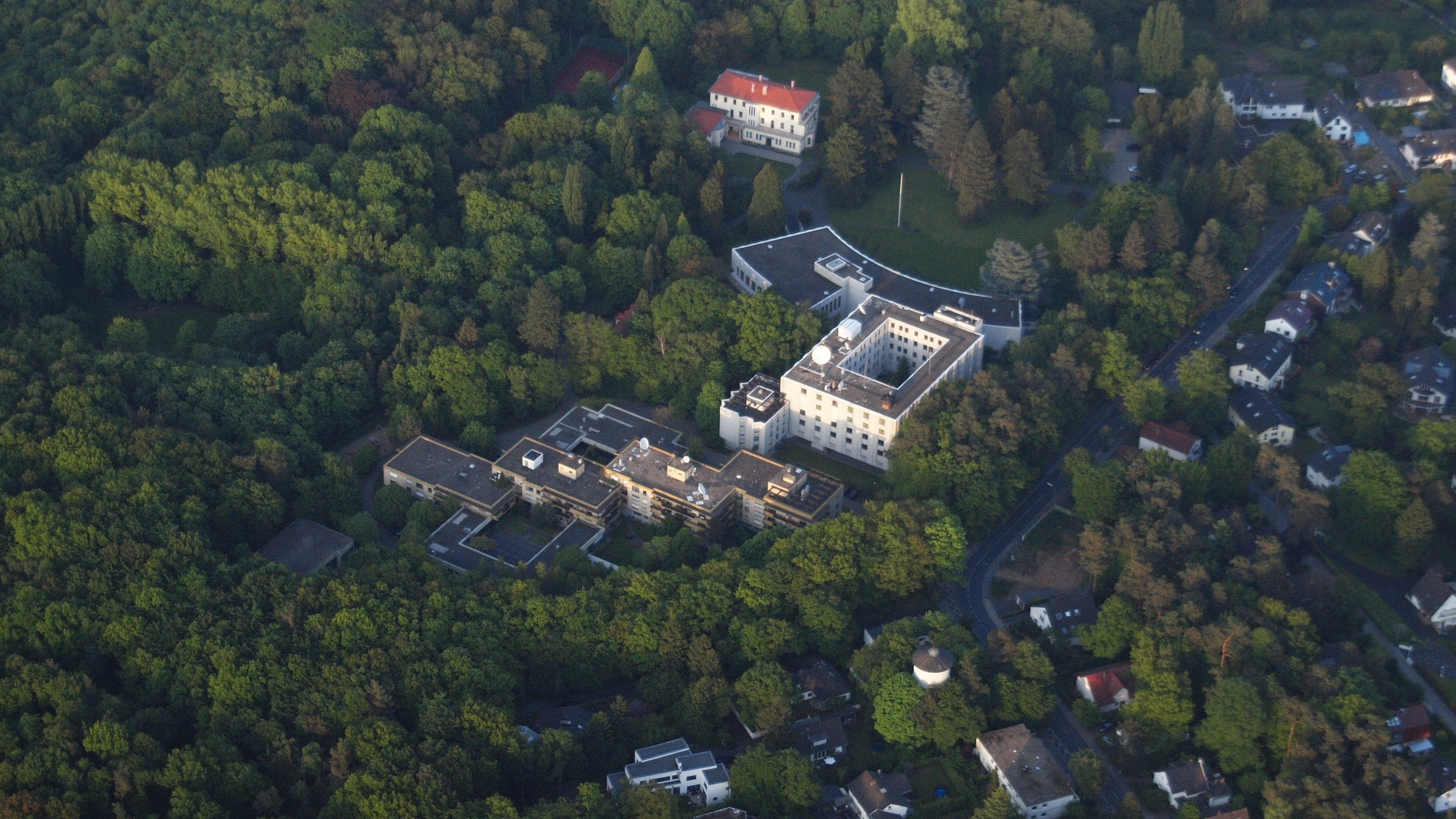
Luftaufnahme der Viktorshöhe (2013)

Die Viktorshöhe in Schweinheim, einem Ortsteil des Bonner Stadtbezirks Bad Godesberg, geht auf eine Villa samt Landschaftspark aus dem Beginn des 20. Jahrhunderts zurück. Sie war 1949/50 Amtssitz des ersten Bundespräsidenten und, in dieser Zeit erweitert um zahlreiche Neubauten, von 1975 bis 1991 Sitz der sowjetischen sowie bis 1999 russischen Botschaft in der Bundesrepublik Deutschland. Seit 1999 ist hier ein Generalkonsulat der Russischen Föderation ansässig.

## Lage
Die Viktorshöhe befindet sich im Norden des Ortsteils Schweinheim an der oben auf der Kottenforstterrasse gelegenen Südseite des nach Norden abfallenden Klufterbergs auf 163–165 m ü. NHN. Im Norden und Osten wird das Gelände von einem Waldgebiet begrenzt, im Süden von der Waldstraße.

## Geschichte

### Villa Wendelstadt

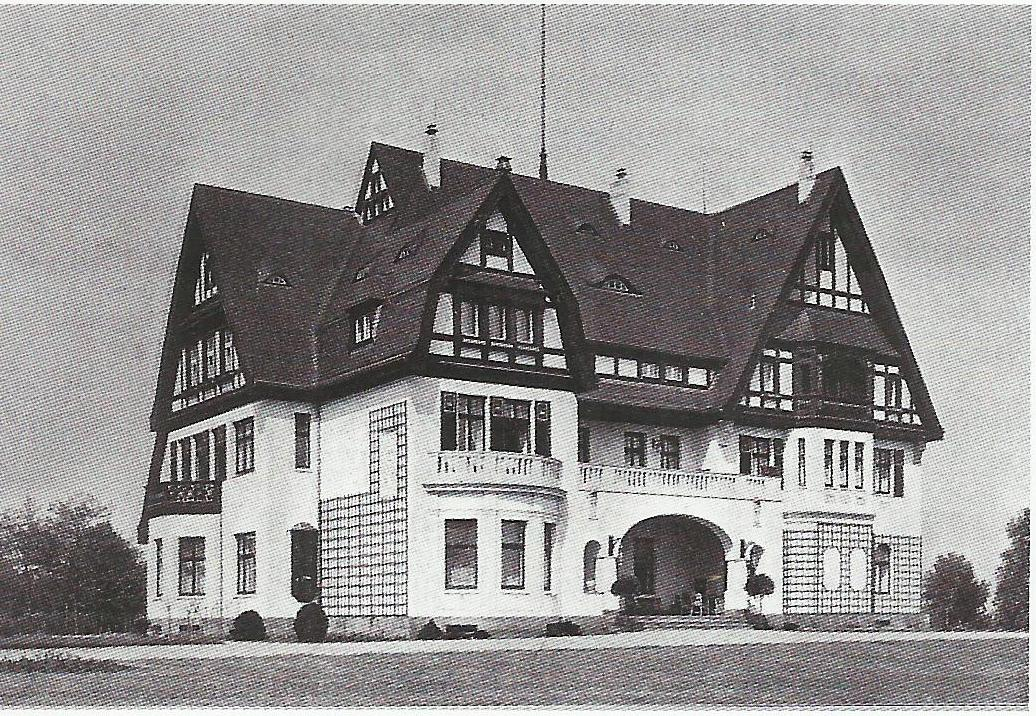
Villa Wendelstadt nach ihrer Fertigstellung (1913)

Seit Mitte des 19. Jahrhunderts, in verstärktem Maße ab 1857, wurde das Gebiet der sog. „Schweinheimer Heide“ für die Gewinnung von Alaunerz und Vitriolöl genutzt. 1890 wurden die Berechtsame aufgehoben, woraufhin das Gelände brach lag.:157 Anschließend entstand auf dem Gebiet der vormaligen Alaunhalde ein Landschaftspark für den Unternehmer Carl Samuel Eduard Toepler (* 1857). Zwischen 1893 und 1900 erfuhr die Gartenanlage unter Leitung des Obergärtners Senf eine Neugestaltung. 1907 erwarb Hermann Wendelstadt (1862–1928), Mediziner und Professor an der Universität Bonn sowie Sohn des früheren Godesberger Bürgermeisters und Kölner Bankiers Victor Wendelstadt, ein etwa 300 Morgen umfassendes Gelände auf der Schweinheimer Heide, nun zu Ehren seines Vaters in Viktorshöhe umbenannt. Von 1908 bis 1910 ließ er hier nach einem Entwurf des Königlichen Baurats Johannes Radke die Villa Wendelstadt errichten. Der Baubeginn erfolgte im September 1908, die Bauausführung nahm 16 Monate in Anspruch und lag in Händen des Architekten Theo Westbrocks. Gemeinsam mit der Villa entstanden fünf Nebengebäude: ein Pförtnerhaus mit Automobilhalle, ein Federviehhaus sowie drei Gewächshäuser. Die Gebäude auf der Viktorshöhe waren auch für eine Nutzung als privates Forschungsinstitut von Hermann Wendelstadt ausgelegt.:157
Als Eigentümer der Liegenschaft trat ab Mai 1922 nicht mehr das Ehepaar Wendelstadt auf, sondern eine von Hermann Wendelstadt gegründete Immobilienverwaltungsgesellschaft namens Wendelstadt & Co.:160 Die Nutzung der Immobilie durch die Familie endete 1928 mit dem Tod Wendelstadts, dessen Söhne sich in Bremen niederließen.

### Zeit des Nationalsozialismus (1933–1945)
Die Gesellschaft Wendelstadt & Co verpachtete das Anwesen ab Juni 1933 an das Amt Bad Godesberg, das es noch im gleichen Monat der nationalsozialistischen Sturmabteilung (SA) zur Einrichtung eines Arbeitslagers mit etwa 200 Angehörigen zur Verfügung stellte. Es trug den Namen „General Litzmann“ und wurde vom Arbeitsgauverein Niederrhein getragen. Das Amt Godesberg hatte im Zuge des Pachtvertrags ein Vorkaufsrecht erhalten und erwarb am 7. Juli 1933 die Viktorshöhe – ausgenommen das landwirtschaftlich genutzte Gelände – mit einer Fläche von 38 ha (von 54 ha). Ab März 1934 mietete das „SA-Hochschulamt Bonn“ die Räumlichkeiten als Sportschule bzw. Wehrertüchtigungslager der Bonner Universität.
Von Ende Oktober 1935 bis Ende März 1938 diente die Viktorshöhe neben drei weiteren Standorten in Bad Godesberg als Unterkunft für Angehörige des „SA-Hilfswerks Nord-West“, der Nachfolgeorganisation der Österreichischen Legion, die sich aus ins Deutsche Reich geflüchteten österreichischen Nationalsozialisten rekrutierte. Anschließend erwarb die Partei die Liegenschaft zur Einrichtung eines Erholungsheims für das Versorgungswerk des Gaus Köln-Aachen. 1943 übernahm die Deutsche Reichsbahn sie zur Unterbringung einer Schule für den Höheren Dienst.:161 Gegen Ende des Zweiten Weltkriegs dienten die Räumlichkeiten der Reichsbahnschule auf der Viktorshöhe als Sitz der Reichsbahndirektion Köln, deren bisheriges Hauptgebäude beschädigt worden war. Aufgrund deren strategischer Bedeutung bombardierten die alliierten Luftstreitkräfte im Februar 1945 auch die Viktorshöhe, wobei die Villa Wendelstadt Schäden erlitt.

### Nutzung durch den Bund
Nach dem Zweiten Weltkrieg diente die Viktorshöhe als Erholungsheim für zuletzt etwa 30–40 Beschäftigte der Reichsbahn. Als Bonn 1949 zum vorläufigen Regierungssitz der Bundesrepublik Deutschland bestimmt wurde, bot sich die Viktorshöhe als übergangsweiser Dienstsitz des im September 1949 erstmals zu wählenden Bundespräsidenten an. Der Bund mietete das Gelände von der Reichsbahn an und ließ es ab dem 3. September nach Plänen des Architekten Hans Schwippert bei Kosten von 350.000 D-Mark umbauen und einrichten. Am 5. September zogen die letzten Bewohner des Erholungsheims aus, schon zum Zeitpunkt der Bundespräsidentenwahl am 12. September musste die Viktorshöhe bezugsfertig sein. Insgesamt neun Bauunternehmen waren an dem von der Bauleitung der Reichsbahn ausgeführten Umbau beteiligt, mit der Gartengestaltung war das Büro von Hermann Mattern beauftragt.
Am 12. September 1949 bezog der erste Bundespräsident Theodor Heuss die Viktorshöhe am Tag seiner Wahl gemeinsam mit zunächst 25 Mitarbeitern des Bundespräsidialamts – am 19. September 1949 erhielten dort die Mitglieder des ersten Bundeskabinetts ihre Ernennungsurkunden. Für die Bewachung des Amtssitzes, für die vor Ort seit dem Umbau ein Wachhaus bestand, waren zunächst 28 Beamte der Polizei des Regierungsbezirks Köln zuständig und ab April 1950 die Stadtkreispolizei Bonn. Heuss bewohnte mit seiner Familie drei Zimmer in der oberen Etage der Villa, in der auch die zuletzt über 60 Mitarbeiter des – anfänglich recht unorganisierten – Präsidialamts tätig waren. Zu den auf der Viktorshöhe empfangenen Staatsgästen gehörten die Außenminister Dean Acheson (USA) und Robert Schuman (Frankreich).
Am 15. Dezember 1950 konnte der Bundespräsident die Viktorshöhe verlassen und seinen Amtssitz in die umgebaute Villa Hammerschmidt im Zentrum des neuen Parlaments- und Regierungsviertels verlegen. Daraufhin übernahm das Bundesministerium für Verkehr im Februar 1951 die seinerzeit fünf Hektar große Liegenschaft auf der Viktorshöhe, um dort unter anderem die bisher in Offenbach untergebrachte Abteilung Straßenverkehr unterzubringen.

### Botschaft der Sowjetunion/Russischen Föderation

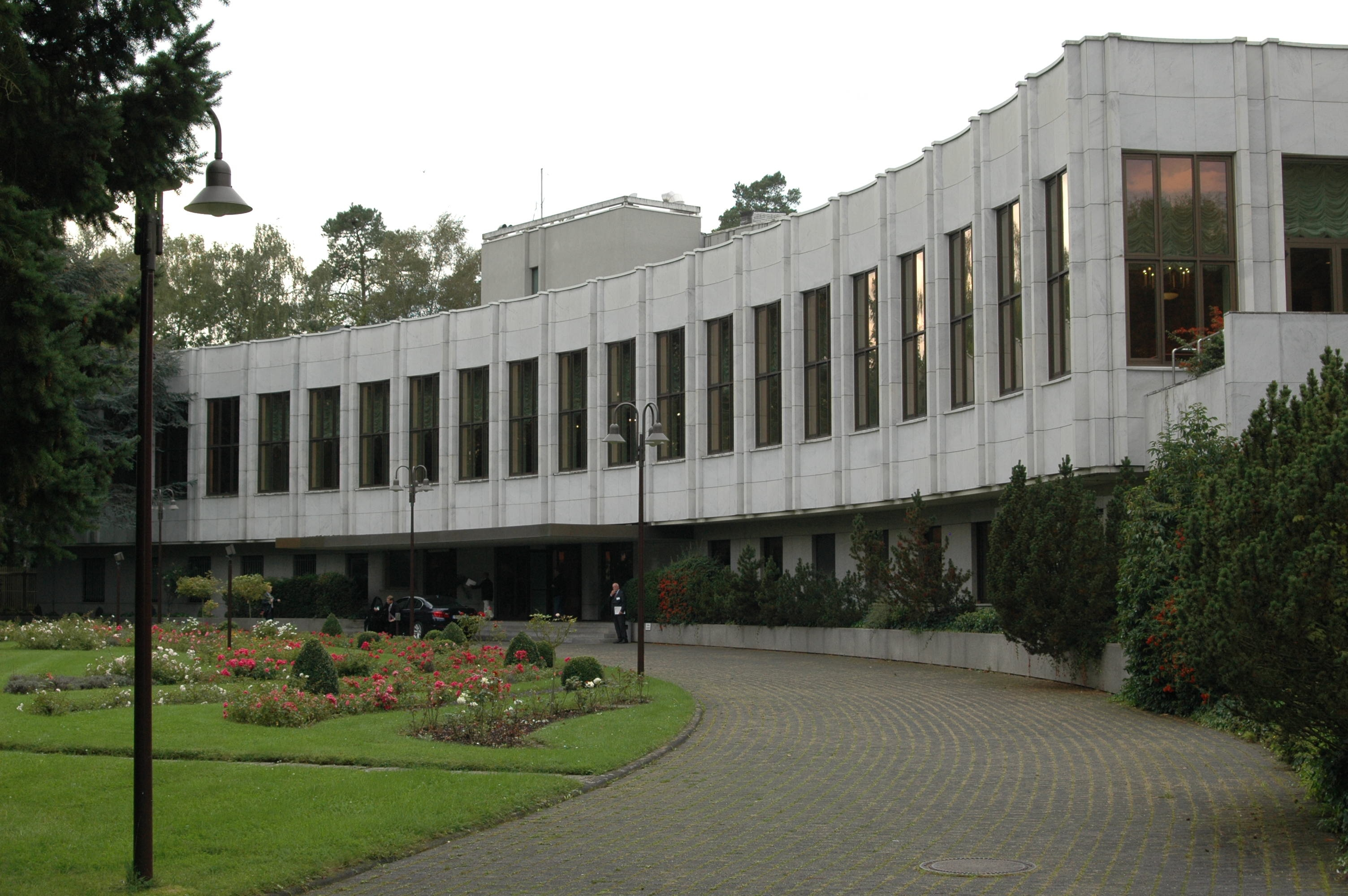
Paradeauffahrt des Generalkonsulats der Russischen Föderation in Bonn (2014)

Nach Aufnahme diplomatischer Beziehungen zwischen der Sowjetunion und der Bundesrepublik Deutschland im Jahre 1955 war die sowjetische Botschaft zunächst in Rolandswerth ansässig, die Kanzlei im ehemaligen Hotel Rolandseck-Groyen und die Residenz in der Villa Henzen. 1965 wurden Planungen für einen Umzug der Botschaft in eine größere Liegenschaft aufgenommen. Die Bundesregierung bot der Sowjetunion neben etwa 30 anderen Objekten im Gegenzug für ein Grundstück der deutschen Botschaft in Moskau auch ein sieben (von 16 bundeseigenen) Hektar umfassendes Grundstück auf der Viktorshöhe an, die 1971 für 13,5 Millionen D-Mark von der Bundesbahn in den Besitz des Bundes überging. In Muffendorf wurde bereits 1972 ein Wohnblock für die Botschaftsmitarbeiter fertiggestellt, im Frühjahr 1972 bezog der damalige Botschafter Walentin Falin das nahe der Viktorshöhe gelegene Haus Venner Straße 31 als neue Residenz der Botschaft. 1975 verabschiedete der Bonner Stadtrat einen Bebauungsplan für das Gelände in Schweinheim, der einen Neubau für die sowjetische Botschaft ermöglichte. Daraufhin erwarb die UdSSR die Viktorshöhe 1975 vom Bund, sodass die Villa Wendelstadt bereits vor Umsetzung der Neubaupläne Sitz der Botschaftskanzlei wurde.
Nach einem ersten Bauantrag im Mai 1980 wurde im April 1984 der Grundstein für die Botschafts-Neubauten auf der Viktorshöhe gelegt, die unter der Leitung einer als Generalunternehmer beauftragten Arbeitsgemeinschaft von Hochtief und Wayss & Freytag erfolgten und eine vollwertige Infrastruktur zur Deckung aller wesentlichen Bedürfnisse der Botschaftsmitarbeiter und der Mitarbeiter der legalen KGB-Residentur schufen. Als Kanzleigebäude entstand südwestlich der Villa Wendelstadt ein 18 Meter hoher Komplex, der aus einem Atriumhaus und einem zur Parkanlage hin gelegenen repräsentativen, nach innen gebogenen und marmorverkleideten Trakt in neoklassizistischen Formen besteht. Westlich daran schließen sich vier versetzt aneinandergereihte Wohngebäude (für etwa 120 Familien) an, die seitlich von einem Schul- und einem Kinogebäude flankiert werden. Die Anlage umfasst auch unter anderem eine Turnhalle, ein Schwimmbad und einen Kindergarten, außerdem ein Pförtnerhaus und eine für 150 PKW konzipierte Tiefgarage.

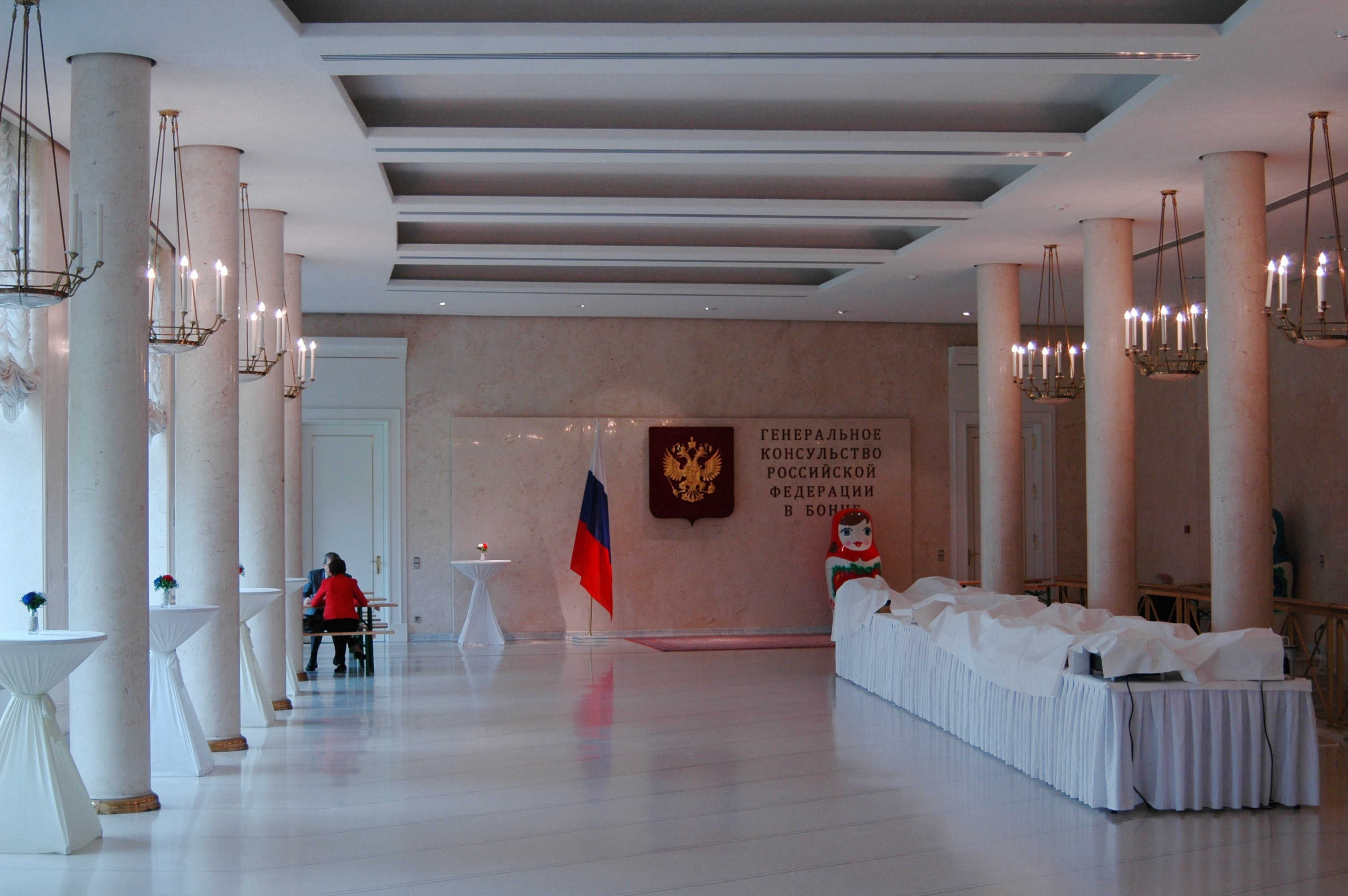
Bankettsaal (2014)

Im Juni 1989 wurden die Neubauten der Botschaft durch Michail Gorbatschow eingeweiht, 1990 waren die letzten fertiggestellt. Nach der Auflösung der Sowjetunion im Dezember 1991 wurde die Botschaft in die diplomatische Vertretung der Russischen Föderation in Deutschland umgewandelt. Übergangsweise war auf der Viktorshöhe auch die Botschaft der Ukraine, die vor ihrer Unabhängigkeit (1991) innerhalb der Sowjetunion eine Unionsrepublik bildete, ansässig. Am 8. Mai 1999 trafen dort der UN-Sonderbeauftragte Carl Bildt und der russische  Sonderbeauftragte für Jugoslawien Wiktor Stepanowitsch Tschernomyrdin zu Gesprächen über die Beilegung des Kosovo-Konflikts zusammen. Im Zuge der Verlegung des Regierungssitzes zog die russische Botschaft im August 1999 nach Berlin um (→ Russische Botschaft in Berlin). Auf der Viktorshöhe wurde daraufhin ein russisches Generalkonsulat eingerichtet, das im November 1999 in Betrieb genommen wurde und zunächst für Baden-Württemberg, Hessen, Nordrhein-Westfalen, Rheinland-Pfalz und das Saarland mit 200.000 Staatsangehörigen zuständig war. Nach der Einrichtung eines weiteren Generalkonsulats in Frankfurt am Main umfasst der Konsularbezirk seit dem 8. Oktober 2007 die Länder Nordrhein-Westfalen, Rheinland-Pfalz und Saarland. Mindestens bis 2008 bestand hier außerdem noch eine Außenstelle der russischen Botschaft, die zuletzt mit einem stellvertretenden Marineattaché besetzt war. Am 30. November 2012 wurde über einen externen Dienstleister ein neues russisches Visazentrum in Bonn eröffnet, das sich nach dem Wechsel des Partnerunternehmens seit Dezember 2016 im Godesberger Zentrum (Burgstraße 54) befindet. Im Generalkonsulat sind derzeit 25 Diplomaten und etwa 100 weitere Angestellte – ausschließlich russische Staatsbürger – beschäftigt (Stand: 2013); es handelt sich um die weltweit größte berufskonsularische Vertretung Russlands. Das Generalkonsulat beheimatet auch ein Museum der diplomatischen Präsenz Russlands am Rhein.
Generalkonsuln nach Amtsantritt:

- 16. Dezember 1999: Alexander M. Petrow (Amtsende am 23. Dezember 2000)[27][28]
- 22. Mai 2001: Sergej Jurjewitsch Netschajew[29]
- 23. April 2003: Georgij Anatoljewitsch Gerodes[30]
- 5. Juli 2006: Fjodor Wladimirowitsch Chorochordin[31]
- 22. Juni 2010: Jewgenij Alexejewitsch Schmagin[32]
- 29. April 2015: Vladimir V. Sedykh[33]
- 12. März 2021: Alexey Dronov[34][35]